# Protosceloides nitidicornis
Protosceloides nitidicornis is een keversoort uit de familie bladkevers (Chrysomelidae). De wetenschappelijke naam van de soort werd in 1968 gepubliceerd door Medvedev.